# Мальцев, Николай Алексеевич
Никола́й Алексе́евич Ма́льцев (10 марта 1928, Майкоп, Майкопский район, Майкопский округ, Северо-Кавказский край, РСФСР, СССР — 2 декабря 2001, Москва) — министр нефтяной промышленности СССР (1977—1985). Герой Социалистического Труда.

## Биография
Родился в семье рабочего 10 марта 1928 года.
- С августа 1945 года студент горного факультета Грузинского индустриального института города Тбилиси.
- С июня 1946 года студент инженерно-экономического факультета Одесского института инженеров морского флота.
- С сентября 1947 года студент Грозненского нефтяного института.
- В 1951 году окончил Грозненский нефтяной институт по специальности горный инженер.
- С декабря 1951 года начальник цеха конторы законтурного заводнения треста «Бавлынефть» Татарской АССР.
- С мая 1953 года главный инженер конторы законтурного заводнения в тресте «Альметьевнефть».
- С декабря 1954 года заместитель начальника цеха поддержания пластовых давлений.
- С декабря 1955 года начальник отдела добычи нефти и газа — заместитель главного инженера объединения «Татнефть».
- С ноября 1956 года начальник нефтепромыслового управления «Азнакаевскнефть» объединения «Татнефть».
- С 1960 года начальник нефтепромыслового управления «Бугульманефть» объединения «Татнефть».
- С 1961 года начальник управления нефтяной промышленности Пермского совнархоза.
- С 1963 года начальник государственного производственного объединения «Пермьнефть».
- С 1972 года первый заместитель министра.
- С 1974 года Кандидат технических наук.
- С апреля 1977 года министр нефтяной промышленности СССР.
- С апреля 1953 года член КПСС. Кандидат в члены ЦК КПСС (1981—1986).
- В 1981—1986 годах депутат Совета Союза Верховного Совета СССР 7, 9—11 созывов (1970—1974, 1979—1989) от Тюменской области[2].
- В феврале 1985 года вышел на пенсию.

Похоронен в Москве на Троекуровском кладбище.

## Награды и звания
1. 30 марта 1971 года Указом Президиума Верховного Совета СССР удостоен звания Героя Социалистического Труда «за выдающиеся заслуги в выполнении заданий пятилетнего плана по добыче нефти и достижение высоких технико-экономических показателей в работе» с вручением ордена Ленина и золотой медали Серп и Молот[4].
2. Два ордена Ленина
3. Орден Октябрьской Революции
4. Орден «Знак Почёта»